# Experimentalismo
El experimentalismo hace referencia a una tendencia vanguardista en el arte y la literatura del siglo XX a explorar nuevos conceptos y representaciones del mundo, rompiendo con las convenciones establecidas en la tradición cultural anterior. El experimentalismo fue una característica en lo artístico y literario cuando surgieron los movimientos de vanguardia (futurismo, cubismo, dadaísmo, expresionismo, fauvismo, surrealismo...). Según el Centro de Ciencia, Educación y Sociedad Latinoamericanos, "en el plano artístico con experimentalismo se suele referir a aquellas manifestaciones con vocación de criticar, superar, desafiar, romper y/o generar técnicas y resultados alternativos a los clásicos. En el caso de las artes plásticas se caracterizó por la aplicación del método empírico experimental a la búsqueda de nuevas formas de expresión".

## Antecedentes
Según el poeta Herberto Helder, el experimentalismo siempre ha estado presente en las artes. No hay trabajo creativo que no sea experimental, en el sentido de que supone una crítica del desgaste de los medios que utilizas y busca constantemente recargar tu capacidad de invención.
En la Edad Media era una práctica constante la creación de textos en formatos ideogramáticos o caligráficos, lo que ya representaba una innovación artística, una forma de poesía experimental que sería precursora del Concretismo del siglo XX.
El manierismo, surgido en el siglo XVI, fue experimental, en el sentido de que representó una relajación en el rigor clasicista del Renacimiento. Los artistas barrocos también experimentaron, en antítesis, en paradojas, en contrastes luz-oscuridad, en detalles exagerados (tanto en literatura como en pintura, escultura, arquitectura, música y teatro).
El romanticismo (siglo XIX) también fue experimentalista al romper con los moldes y convenciones del arte neoclásico y al atreverse a insertar lo grotesco, lo oscuro, lo fantasmal en el arte. Desde siglos atrás, pues, en la literatura y en el arte surgieron nuevos géneros y se fusionaron otros. Se han probado nuevas posibilidades y se han descubierto nuevos caminos.

## Descripción
Se llama experimentalismo, pues, por oposición a clasicismo, a toda aquella manifestación artística (de tipo musical, poético, teatral, plástico...) de acusada tendencia revolucionaria y rupturista respecto de los modelos anteriores. El experimentalismo, en principio, suele ser opuesto al gusto popular. Su denominación procede de su imitación de la ciencia, siguiendo el método empírico, a base de prueba y error, en su búsqueda incesante de nuevas formas de expresión. Dicho término se halla muy relacionado con las vanguardias y los "ismos" que dominaron la escena cultural europea a principios del siglo XX. Dado que muchos grandes revolucionarios del arte crearon escuela, puede afirmarse que los Van Gogh, Schoenberg, Picasso, Joyce, Brecht, Moore, etc., cultivaron en su tiempo su propio experimentalismo.
El siglo XX fue como se ha visto el siglo del experimentalismo en las artes, el momento en que la experimentación alcanzó los niveles más extremos. Los movimientos de vanguardia, que comenzaron a principios de siglo, y se consolidaron con la fundación del Cabaret Voltaire en 1917, representaron el comienzo de la modernidad en las artes. Estos movimientos introdujeron en el arte el espíritu de la vanguardia a ultranza, la ruptura con la racionalidad, con la moral, el culto a la velocidad, el dinamismo, la tecnología. El arte producido en este período, como todo arte experimental, causó perplejidad entre el público e inicialmente sufrió una fuerte resistencia y rechazo. En general, solo con el paso del tiempo se entienden las obras contemporáneas experimentales y se reconoce su calidad artística.
En Brasil, por ejemplo, la Semana del Arte Moderno (1922) fue el punto de partida de la vanguardia artística brasileña. Artistas como Mário y Oswald de Andrade, Di Cavalcanti, Tarsila do Amaral, Anita Malfatti, Heitor Villa Lobos y otros exhibieron su obra en el Teatro Municipal de São Paulo, causando asombro en el público, e inaugurando así una nueva etapa en las artes brasileñas.
En Portugal, la llamada Geração de Orfeu introdujo la vanguardia en el país, teniendo como principales representantes a Mário de Sá-Carneiro y Fernando Pessoa.
En la década de 1960, en literatura, surge el movimiento concretista en Brasil y Portugal, retomando algunos de los ideales predicados en el movimiento modernista de principios de siglo. Los artistas llevaron la experimentación literaria al extremo, en los siguientes aspectos:
a) En el campo semántico: ideogramas; polisemia, juego de palabras, bromas.
b) En el campo sintáctico: atomización de partes del discurso; yuxtaposición; redistribución de elementos; romper con la sintaxis de la proposición.
c) En el campo léxico: sustantivos concretos, neologismos, tecnicismos, palabras extranjeras, acrónimos, términos plurilingües.
d) En el campo morfológico: desintegración de la frase en sus morfemas; separación de prefijos, radicales y sufijos; uso intensivo de ciertos morfemas.
e) En el campo fonético: figuras de repetición sonora (aliteraciones, asonancias, rimas internas, homoteleutones); preferencia dada a consonantes y grupos de consonantes; juegos de sonido.
f) En el campo tipográfico: abolición del verso, no linealidad; uso constructivo de espacios en blanco; ausencia de signos de puntuación; constelaciones; sintaxis gráfica.

## El experimentalismo actual
En nuestro tiempo, con las nuevas tecnologías, es posible llevar el experimentalismo a niveles nunca antes imaginados, con la mezcla de lenguajes, géneros artísticos, formas y medios. La hibridación y la fusión de géneros son los principales recursos utilizados en la experimentación en el arte contemporáneo.